# Victor Brecheret
Victor Brecheret, nascido Vittorio Breheret (Farnese, 15 de dezembro de 1894 — São Paulo, 17 de dezembro de 1955), foi um escultor ítalo-brasileiro, considerado um dos mais importantes do Brasil. Foi o responsável pela introdução do modernismo na cultura e escultura brasileira. Apesar de ser um dos principais artistas da vanguarda, Brecheret nunca abandonou sua formação artística clássica, ligada à arte greco-romana e renascentista.
Filho de Augusto Breheret e Paolina Nanni (vide assento de nascimento mais abaixo), esta última falecida quando o pequeno Vittorio tinha apenas seis anos de idade. Foi abrigado pela família do tio materno, Enrico Nanni, e com sua família emigrou para o Brasil aos dez anos de idade.
No Brasil, Vittorio tornou-se "Victor Brecheret" e já com mais de trinta anos de idade recorreu à Justiça para inscrever seu registro de nascimento tardiamente no Registro Civil do Jardim América (bairro de São Paulo). Assim Brecheret consolidava a sua nacionalidade brasileira, embora tivesse nascido na Itália. Este tipo de "regularização" era muito comum entre imigrantes italianos na primeira metade do século XX no Brasil.
Victor era um homem tímido, usualmente quieto. Vivia mais isolado e era muito concentrado, fazendo com que passasse muito tempo produzindo. Em sua vida desenvolveu diferentes pesquisas artísticas, inserindo-se em diferentes cenários culturais no Brasil e na Europa.

## Biografia

### Primeiros anos
Vittorio Breheret nasceu em 1894 em Farnese, uma pequena cidade próxima a Roma. A Itália, na época, ainda tinha vestígios do Risorgimento, com as disputas entre os nacionalistas favoráveis a unificação política do país e o papado. O pai de Vittorio, Augusto Breheret (c.1847-1918) tinha ascendência paterna francesa e era proprietário de terras e vinhedos provenientes de doação papal, enquanto sua mãe, Paolina Nanni (c.1868-1900), vinha de uma família de pequenos agricultores e criadores de gado. O casal teve oito filhos, mas seis deles morreram ainda na infância. Vittorio e Ersilia Breheret (nascida em 1897) foram os únicos a chegar à vida adulta.
Ainda na infância, antes do escultor completar seis anos de idade, os irmãos ficaram órfãos de mãe. Passaram a ser criados pela tia materna, Antonia Nanni Salini, e com ela foram para o Brasil, desembarcando em 1904. A família se estabeleceu nas proximidades do Largo do Arouche, em uma casa na rua Jaguaribe. A cidade tinha grande número de imigrantes italianos e o garoto, de apenas 9 anos, acabou adotando São Paulo como sua terra natal.
Como de costume nas famílias italianas, Vittorio começou a trabalhar ainda criança, como vendedor em uma loja de calçados. O garoto não parecia se interessar em estudos, mas passava horas brincando com barro e modelando figuras. Sua tia sempre o estimulou, entendendo que sua brincadeira já demonstrava seu interesse pelas artes. Com isso, em 1912, Vittorio iniciou seus estudos na área. Sem parar de trabalhar, tornou-se aluno do Liceu de Artes e Ofícios de São Paulo, onde aprendeu o básico de letras e aritmética e frequentou as aulas de desenho, modelagem, entalhe em madeira e escultura seguindo a ideia do instituto de preparar os jovens para o exercício do ofício. Foi lá que Vittorio começou a modificar seu sobrenome, inicialmente Breheret, mas alterado nas matrículas para Brecheretti e, posteriormente, Brecheret.

### Arte pelo mundo

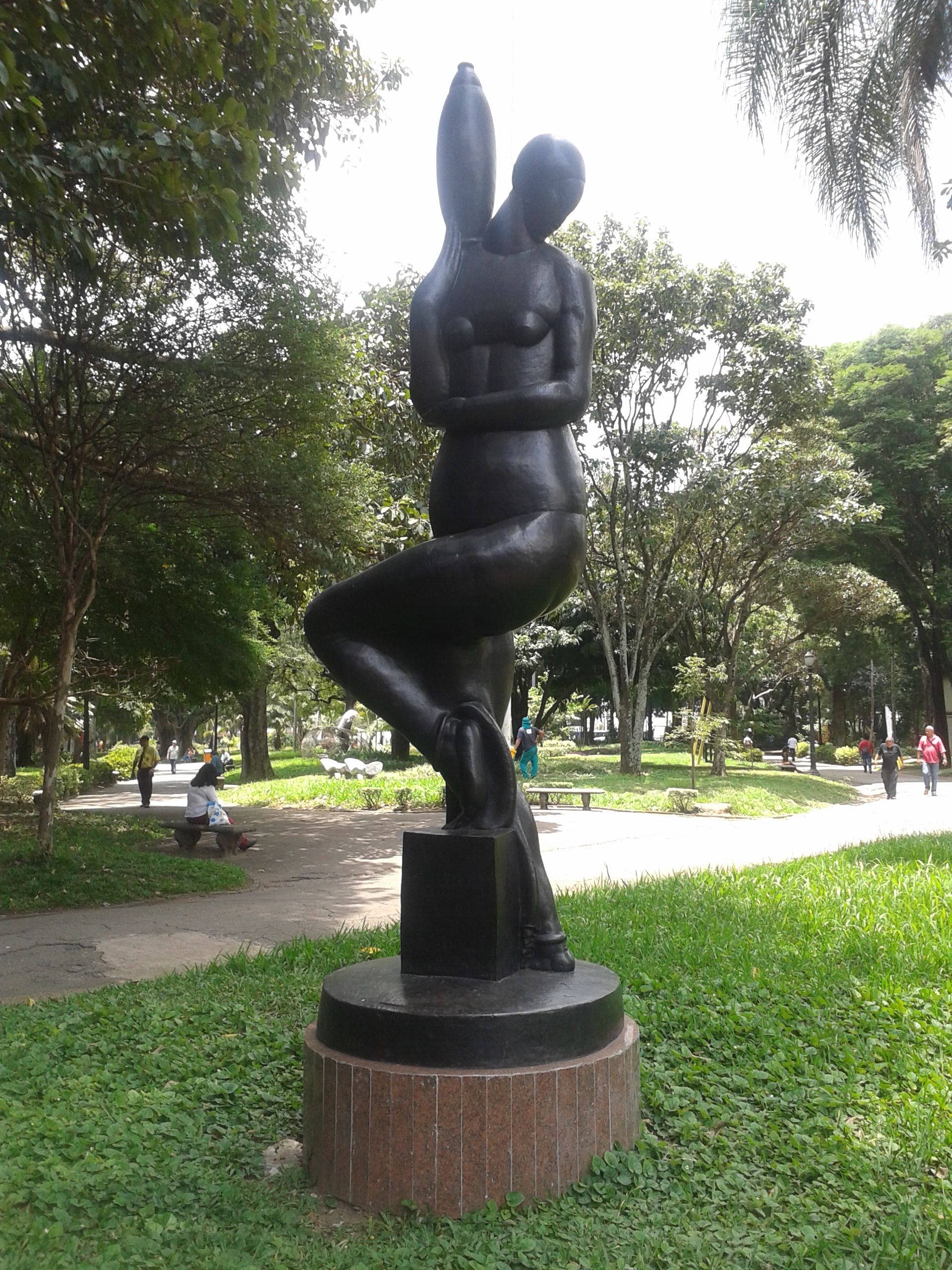
Carregadora de Perfume, no Parque da Luz.

Por incentivo dos professores do Liceu, voltou à Itália em 1913 para estudar escultura em Roma. A cidade, por seu passado ligado à Antiguidade Clássica, ao Renascimento e ao Barroco, era polo da escultura européia. Sem formação na área, Victor não pode entrar na escola de Belas Artes, e acabou dividindo atelier com outro artista. Em 1914, por apoio da Maçonaria, tornou-se aprendiz do escultor Arturo Dazzi, um dos artistas de maior prestígio da região que trabalhava constantemente para o rei Vittorio Emmanuelle III. Com Dazzi, Brecheret teve uma formação técnica atrelada à tradição clássica da escultura de Michelangelo e o naturalismo de Auguste Rodin. Nos estudos de anatomia, porém, Victor discordava do mestre, que se aprofundava na técnica dissecando humanos e animais. As experiências traumáticas com dissecação tornaram o jovem um grande opositor da violência e do derramamento de sangue. O artista afastou do mestre, abrindo seu primeiro ateliê (na via Flaminia, 22 - Roma) aos 22 anos e posteriormente passou a mentir sua nacionalidade, dizendo-se sul-americano e refugiando-se em sua cidade natal para evitar a convocação para o front da Primeira Guerra Mundial.
Em 1919 regressa ao Brasil. Na época, Ramos de Azevedo era diretor do Liceu de Artes e Ofícios. Amigos dos tempos em que Victor estudou na instituição, reencontram-se e Azevedo consegue um atelier para o escultor no Palácio das Indústrias. Sem contato com os artistas brasileiros, se fecha em seu trabalho, tendo um ano de enorme produção e sendo descoberto pelos críticos e pelos artistas modernistas, que viam sua arte como algo novo, antiacadêmico e diferente do que era usualmente produzido na cena paulista. Brecheret foi convertido em estandarte do movimento modernista brasileiro e criou relação com Emiliano Di Cavalcanti, Mário de Andrade, Oswald de Andrade e Menotti del Picchia, com quem participou da introdução do pensamento vanguardista no Brasil.
Em 27 de julho de 1920 expôs a maquete do Monumento às Bandeiras na Casa Byington e, juntamente com outros artistas, em uma exposição em Santos. A obra, que viria ser seu magnum opus anos depois, foi primeira pensada para o espaço público elaborada pelo artista. Produzida para concorrer como novo memorial da independência, foi negada, gerando alvoroço por parte dos modernistas. Porém, Washington Luís, governador de São Paulo na época, enviou a maquete para o acervo da Pinacoteca do Estado. A decisão foi vista por parte do grupo de artistas como uma vitória, já que a obra — tida como antiacadêmica e modernista — passava a ficar exposta no local símbolo do academicismo. Foi também neste momento que o crítico Monteiro Lobato tornou-se grande admirador do escultor, escrevendo o artigo “As quatro asneiras de Brecheret”, que com ironia e um humor ácido, criticava as obras e a falta de reconhecimento do artista na cena paulista.

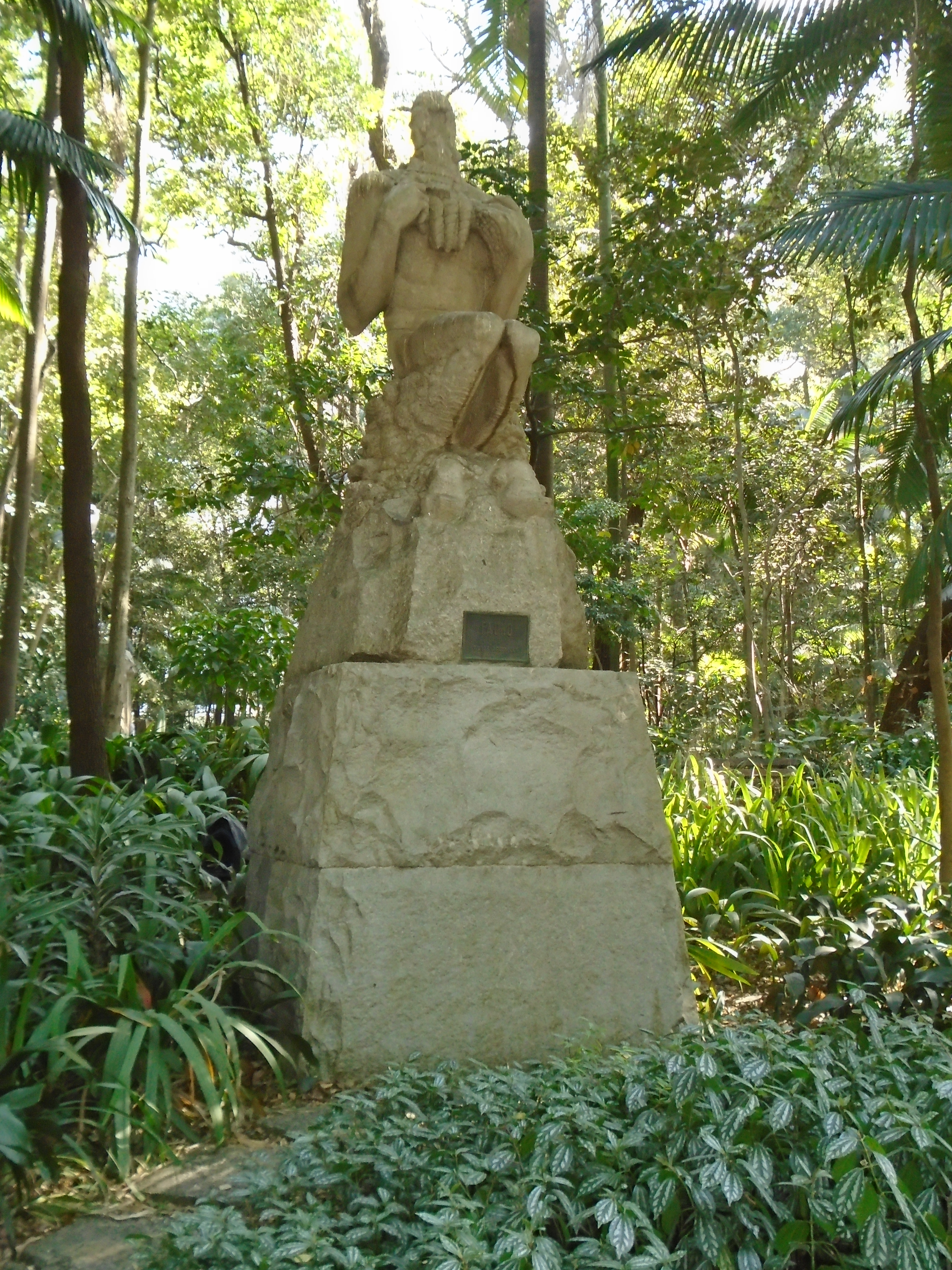
Fauno, no Parque Trianon.

Victor percebeu que para aprimorar sua arte era preciso sair do país. Apesar de não ter condições financeiras para ir ao exterior, tinha admiradores da elite intelectual e política, que fizeram com que seus interesses chegassem ao senador José de Freitas Valle, patrono do Pensionato Artístico do Estado de São Paulo, que lhe proporcionou uma bolsa de estudo de 5 anos em Paris. Em 1921, chegou à cidade a bordo do navio Almanzora. Ao chegar na cidade, porém, Victor sentiu-se inadequado, pelo inevitável choque do novo. A cidade francesa reunia artistas de todo mundo, agregando os princípios de diversas vanguardas, diferente da arte de Brecheret e daquilo que ele tinha visto na Itália e no Brasil. Brecheret decidiu que faria daqueles cinco anos, um tempo de estudo intenso e foi nesse momento que começou a manifestar o desânimo com sua bolsa de estudos, que parecia insuficiente para que ele realizasse tudo que desejava.
O artista se estabeleceu em um atelier próximo ao cemitério de Montparnasse — que já era considerado um bairro de artistas —, afastado do movimento e da boemia. O espaço não contava com luz elétrica, aquecimento ou água-corrente; era um cômodo de pé direito alto, cheio de suas esculturas e sem nenhum conforto. Lá, Victor isolou-se mais uma vez. Porém, logo buscou se inserir na Escola de Paris, imergindo na cultura cosmopolita e produzindo uma obra para expor ainda nos primeiros dois meses. Sua participação foi noticiada pelo Correio Paulistano e a obra, aclamada no Brasil. Entretanto, o artista seguiu insatisfeito, pois não havia recebido nenhuma critica parisiense ao trabalho. Suas obras diferiam daquilo que era feito em na cidade e a inadequação fez com que Brecheret ficasse quase um ano sem produzir. Em 1922, assimila o modernismo, voltando a produzir e expor. No mesmo ano, participou a distância da Semana de Arte Moderna, tendo doze esculturas expostas no saguão do Teatro Municipal de São Paulo. A partir deste momento, manteve paralelamente as carreiras no Brasil e na Europa, participando de diversas mostras artísticas.
Foi no começo de sua estadia na França, que conheceu Simone Bordat, jovem que se tornou incentivadora e companheira do artista. Brecheret costumava fazer compras na padaria da qual os pais de Simone eram donos e foi ali que começaram a conversar, trocando algumas palavras em francês e conhecendo pouco um do outro. O escultor ia diariamente fazer compras e quando se ausentou por alguns dias, Simone foi atrás dele, encontrando-o com pneumonia em seu atelier. A jovem cuidou do escultor e aquele foi o início da relação que duraria quinze anos — tempo de estadia de Victor na França. Passou a estar presente em todos os momentos e os amigos do artista se referiam a ela, em suas cartas, como a "noiva de Brecheret".

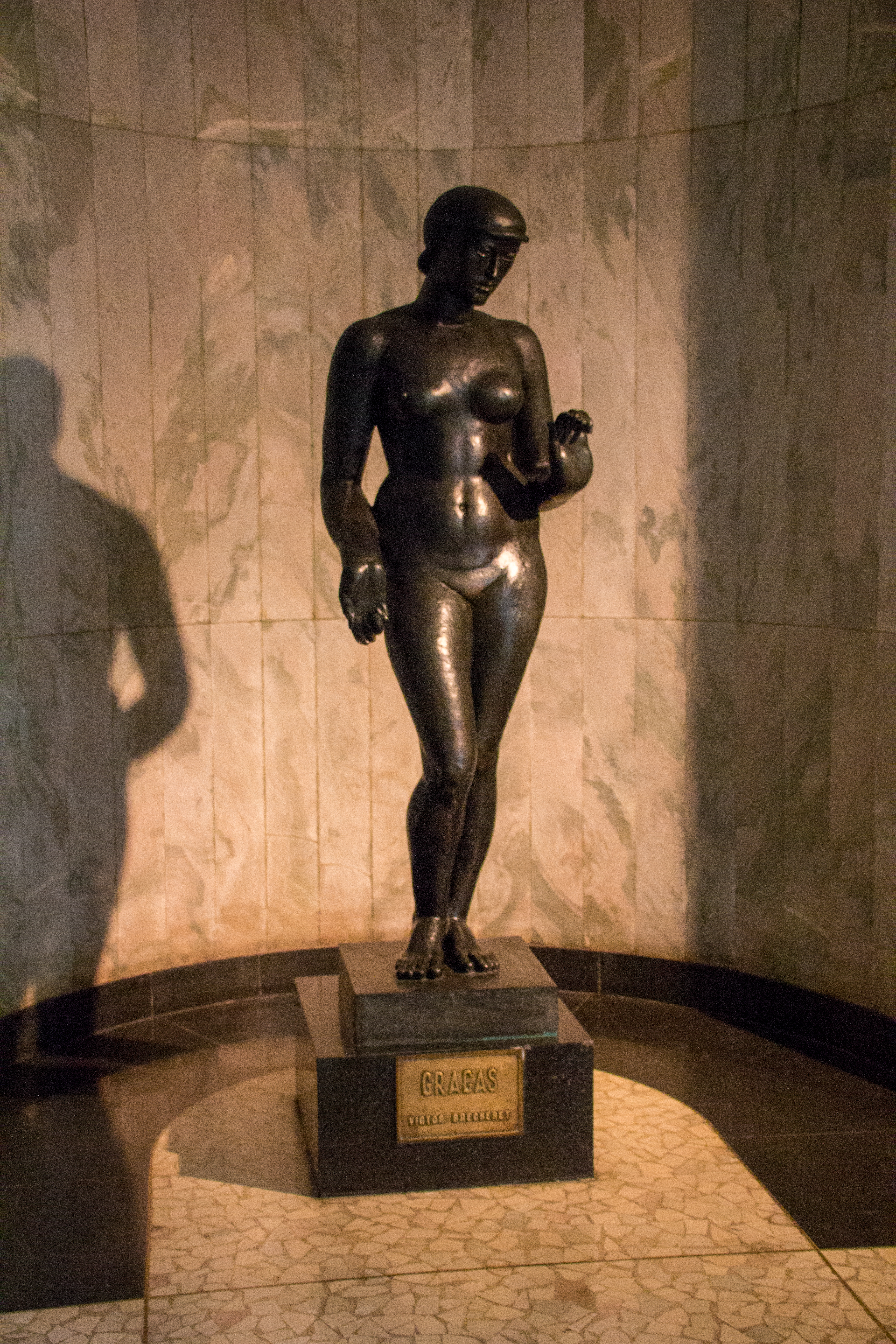
Graças, na Galeria Prestes Maia.

O artista demorou a se adaptar à Paris. Com as temperaturas muito baixas teve dificuldades com as obras — chegando a perder uma, que deixara descoberta a noite, encontrando-a rachada e prestes a quebrar na manhã seguinte. Além de sentir-se muito só na cidade e não se acostumar com o ritmo — inclusive escrevendo a Mário de Andrade que "este turbilhão de Paris só serve para nos embrutecer", revelando também ao amigo a importância das cartas trocadas com os colegas artistas brasileiros. Em 1923, com a chegada de Anita Malfatti, Tarsila do Amaral e Oswald de Andrade em Paris, seu ciclo de amizades em Paris expandiu, sendo também apresentado a Blaise Cendrars e os cubistas André Lhote e Léger.
Nesses cinco anos com a bolsa do Pensionato Artístico, Brecheret esteve em diferentes ateliers mas nunca tirou o foco de seu estudo sobre escultura. Viveu uma vida modesta e dedicou-se totalmente ao trabalho, distanciando-se do movimento boêmio parisiense, frequentado por alguns de seus amigos brasileiros (Tarsila, Oswald, Antonio Gomide e Vicente do Rego Monteiro). Taciturno, Brecheret preferia caminhar sozinho pela cidade, indo a museus e visitando igrejas. Porém, fazia também algumas viagens curtas pela Europa, muitas das vezes com os amigos italianos, dos tempos que estudou em Roma.
Houve o fim da bolsa do Pensionato Artístico (1926) e o escultor retornou ao Brasil, participando de algumas mostras de arte. Sua tia, Antonia Nanni Salinni, havia falecido em 1924, e Victor adquiriu uma parte do terreno de seu tio (Rua Oscar Freire, 1546), onde estabeleceu seu novo atelier. O escultor fez uma obra em granito, Pietà, em homenagem à tia, e a vendeu para a Família Salini, que a colocou em seu jazigo no Cemitério da Consolação. Em 1927 conseguiu extensão de sua bolsa do Pensionato Artístico e retornou a Paris, mantendo então as carreiras brasileira e europeia paralelamente.

Em 1930, com a quebra da Bolsa de Valores americana, houve um impacto negativo mundial. A situação na França fica difícil para os artistas estrangeiros pela crise xenofóbica na Europa e a diminuição da liberdade de expressão — fazendo com que apenas o movimento futurista italiano, aliado ao fascismo, permanecesse produzindo sem grande rejeição. Brecheret voltou ao Brasil em 1932, quando fundou a Sociedade Pró-Arte Moderna (SPAM) com outros artistas. No ano seguinte retornou à França, vivendo uma nova fase artística ao se aproximar do abstrato. Em 1934, retornou ao Brasil para expor algumas obras no Palace Hotel do Rio de Janeiro e em São Paulo no ano seguinte. Nesta ocasião foi convidado a realizar o Monumento às Bandeiras.

### O retorno definitivo

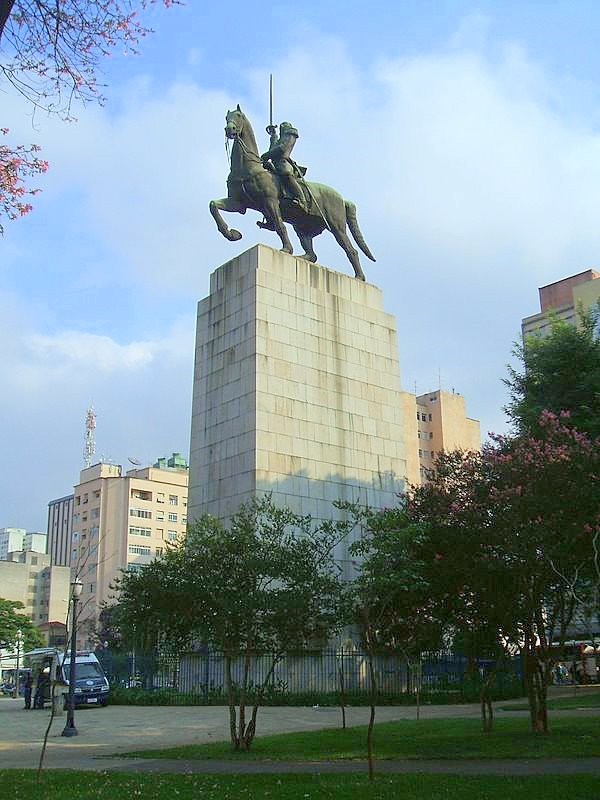
Monumento a Duque de Caxias, de Victor Brecheret

Seus amigos Menotti del Picchia e Cassiano Ricardo eram assessores do governador de São Paulo da época (Armando Salles de Oliveira) e haviam apresentado a maquete do monumento ao político, que decidiu então realizar a obra e contratar o artista para a construção da mesma. Em 1936, Brecheret começou a reformular a obra, que além de um retrato histórico dos bandeirantes, seria um símbolo da punjança paulista. Em 1937 passou a se dedicar à peça, trabalhando em seu atelier no Ibirapuera. A obra só foi concluída em 1953, tendo sua inauguração em 25 de janeiro.
Victor voltou à França ainda em 1936 para desativar o atelier de Paris e se despedir da companheira Simone, que foi contra a decisão de voltar ao Brasil — pois ele já era famoso e tinha carreira estabelecida na Europa — e se recusou a acompanhá-lo. Para a execução da obra, Brecheret estabeleceu-se no Brasil definitivamente. No país, inseriu-se novamente no ciclo de artistas locais, o que julgava de extrema importância.
Em 1939 casou-se com Jurandy Helena Brecheret, cuja imagem o artista eternizou em retratos e figuras monumentais. Com ela teve três filhos: a primeira, Alda (1940) faleceu antes de completar um ano; Victor (1942) e Sandra (1945) atingiram a vida adulta.
Em 1941, Brecheret participou do Concurso Internacional de Maquetes para o Monumento Duque de Caxias, do qual saiu vencedor. Tinha então dois monumentos para construir, mas os limites financeiros e alguns obstáculos burocráticos dificultaram o momento que lhe trazia tanto entusiasmo. Com a Segunda Gerra Mundial, não pode trazer inovações ao monumento equestre e militar. A obra foi construída a partir de elementos clássicos e de um academicismo tradicional, mas apesar da tentativa de lembrar as esculturas renascentistas, a peça não traz vitalidade, tem problemáticas com os volumes e não é uma das boas realizações do artista. Brecheret, porém, faleceu antes de ver o monumento finalizado.
Apesar de Brecheret não ser um homem muito religioso, sua introversão lhe dava um temperamento místico que transparecia em suas obras, principalmente a partir da segunda metade dos anos 40, quando passou a ter uma vasta produção religiosa e passou a pesquisar as artes e costumes dos indígenas brasileiros.
Brecheret produziu até seus últimos dias de vida — sendo o pequeno gesso São Paulo, último modelado, datado de sete de dezembro de 1955. O artista faleceu em 17 de dezembro de 1955, em São Paulo. Voltando do cinema, ao estacionar o carro, teve uma parada cardíaca.

## Obra

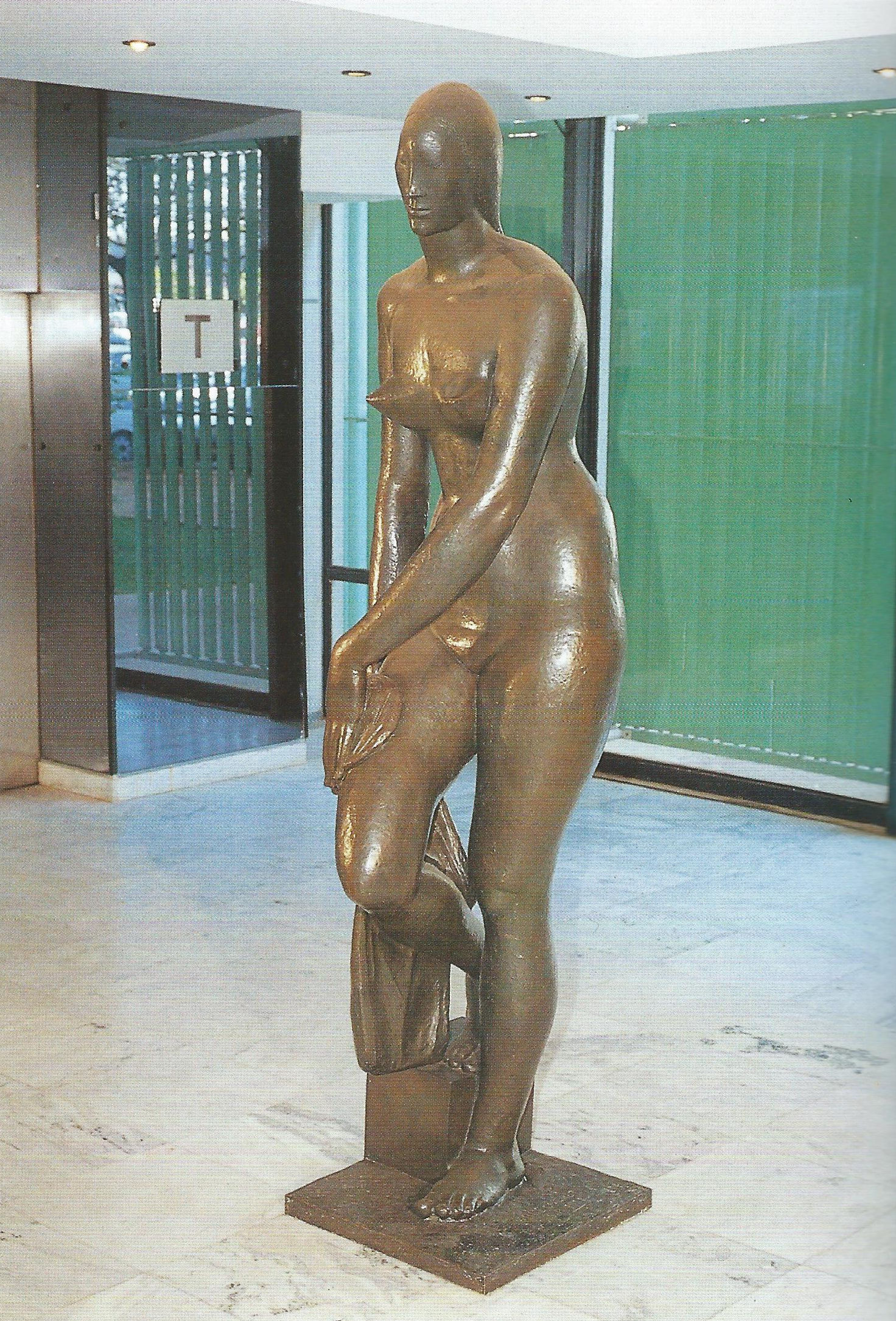
Figura feminina (1951), de Victor Brecheret

Ao longo de sua vida, Victor Brecheret passou por diferentes fases artísticas. Começando com a clássica figuração, se encaminhou para a abstração – a partir de processos de simplificação e transfiguração – e posteriormente a uma imagética da cultura indígena brasileira. Sua base artística foi construída entre Europa e Brasil, bem como sua carreira de escultor.

### Primeiros passos na arte
Quando estudante do Liceu de Artes e Ofícios de São Paulo, Brecheret fez sua primeira obra, Pietà, esculpida em madeira e com referências a obra homônima de Michelangelo. O tema religioso passaria a ser uma constante em seus trabalhos.
Por volta de 1913, quando Brecheret foi a Roma, a Itália vivia um momento de resgate e reinvenção da arte nacional, com uma visão épica herdada do Risorgimento. Com isso, o escultor estudou os monumentos, relevos, afrescos e ruínas greco-romanas e foi a Florença ver as obras renascentistas. Suas obras passaram a seguir tais bases clássicas italianas – gregos e renascentistas –, o naturalismo de Auguste Rodin e a linguagem heróica e o imaginário épico do artista croata Ivan Meštrović, além de agregar algumas referências do naturalismo de Aristide Maillol e o romantismo de Antoine Bourdelle – estudados por Victor quando aprendiz de Arturo Dazzi.
Mestrovic seria uma influência marcada em grande parte de seus trabalhos. O artista croata tinha obras grandiosas e nacionalistas que abordavam mitos, heróis e símbolos, que criaram o gosto de Brecheret pela monumentalidade, dramaticidade e intenção alegórica das esculturas. Nessa fase, o artista esculpe majoritariamente em gesso.
Em 1916, ainda na Itália, Brecheret participou de sua primeira exposição, a dos Amatori e Cultori, com a escultura Despertar. A obra foi noticiada no Brasil e na Itália e ele passou a ser reconhecido como um grande artista. Com as obras Eva, Um estudo para a esfige e Medalha Comemorativa do Centenário da Independência destaca-se na Mostra Degli Stranieri alla Casina del Pincio, na qual expôs com outros artistas estrangeiros antes de retornar ao Brasil (1919).

#### Eva

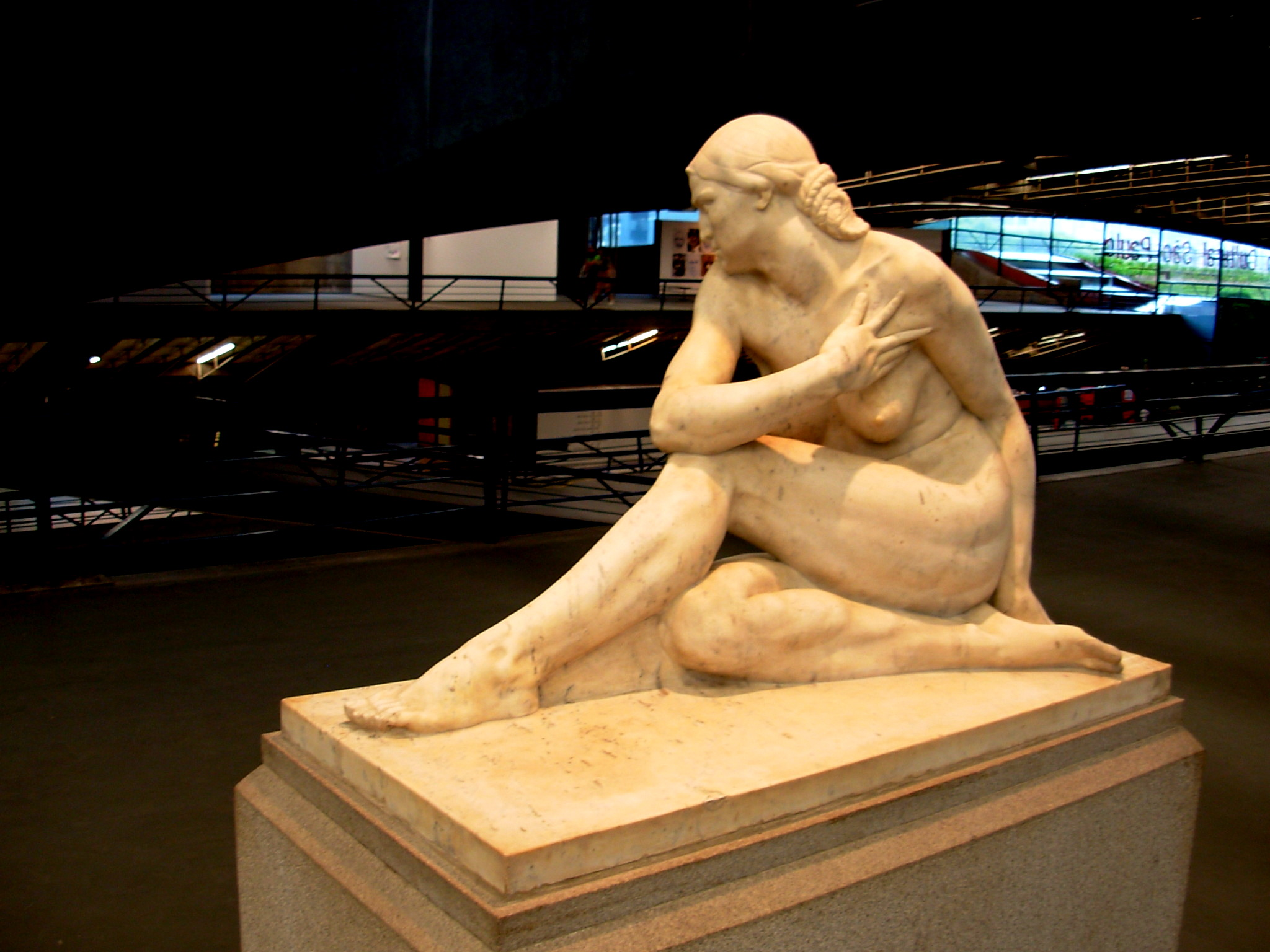
Eva (1920), de Victor Brecheret.

Criada em 1919 em gesso, a obra foi exposta na Mostra Degli Stranieri alla Casina del Pincio. No ano seguinte foi passada para o mármore. Retomando a temática religiosa, presente em Brecheret desde sua primeira obra no Liceu de Artes e Ofícios, a escultura retrata a mãe da humanidade. A figura feminina não é retratada na juventude, mas no corpo de uma mulher madura. A expressão e os músculos tensos se contrapõe às delicadas e trabalhadas tranças – remetendo aos trabalhos de Antoine Bourdelle – e o alisamento da pele da personagem. O corpo foi esculpido torcido, com volumes em direções opostas, dando destaque ao conhecimento anatômico do artista ítalo-brasileiro. As influências de Mestrovic na arte de Brecheret também podem ser percebidas, pela dramaticidade provocada pela torção e tensão exagerada dos músculos de Eva. A obra já esteve exposta no Anhangabaú e no Parque do Ibirapuera, mas desde 1982, encontra-se no Centro Cultural São Paulo, na entrada do Piso Caio Graco.

### Movimento Modernista no Brasil

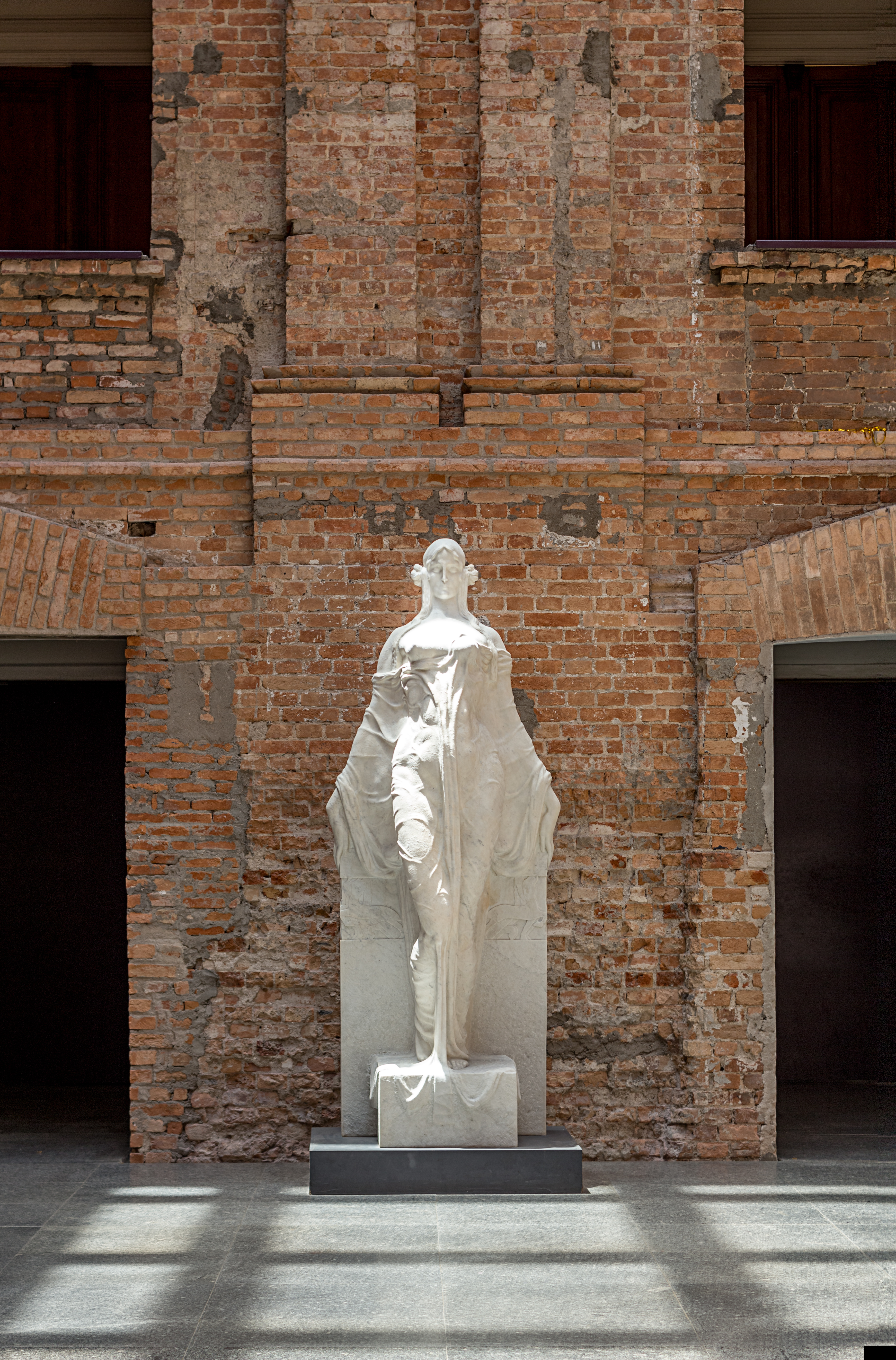
Musa Impassível (1921), de Victor Brecheret

Ao voltar para o Brasil, em 1919, Victor se isolou e tem um tempo de grande produção. Até que os modernistas o descobriram e se entusiasmaram com sua arte. Suas obras causaram impacto pela dramaticidade das figuras, tensas e violentamente deformadas em nome de um caráter épico; além de conterem algumas características primitivas. A musculatura das esculturas, como Eva, traziam volumes orientados em diferentes sentidos, criando jogos de luz e sombra em meio às torções e alongamentos de partes dos corpos criados. Neste momento, o artista assumiu, junto com Anita Malfatti, um papel heroico para o Modernismo, tornando-se um dos estandartes do movimento.
Brecheret gerou movimento em outras áreas da vanguarda artística, inspirando Mário de Andrade a escrever Pauliceia Desvairada, traduzindo para escultura as poesias de Guilherme Almeida e a máscara de Menotti del Picchia – referente ao livro de poemas Máscaras do modernista. O escultor marcou a sensibilidade artística de seus colegas de vanguarda, ao mesmo tempo que eles influenciaram a arte de Brecheret com um cunho nativista.

#### Musa Impassível
Ainda nessa época, o governo de Washington Luís encomendou a Musa Impassível, escultura para ser o mausoléu da poetisa parnasiana Francisca Júlia. A obra, feita em mármore, é uma figura feminina poderosa. O rosto é sereno e clássico, sem as tensões comuns aos de outras esculturas de Brecheret. O corpo ereto, traz seios desnudos e realistas, que contrastam com a estilização das vestes. Para Menotti del Picchia, a obra era uma produção triunfal de Brecheret, digna da poetisa. Inicialmente esculpida para ficar no Cemitério do Araçá, a peça hoje se encontra na Pinacoteca de São Paulo.

### Intercâmbio cultural França-Brasil
Com artistas de todo mundo, a cena artística de Paris cruzava princípios das diversas vanguardas que haviam surgido antes e depois da Primeira Guerra Mundial, tornando-se um ambiente de experimentalismo. Os jovens não se prendiam a nenhum movimento artístico específico, mas aproveitavam a liberdade que a Escola de Paris oferecia, longe das pressões acadêmicas e políticas de seus países. Brecheret, em sua estadia estudou os princípios de grandes artistas europeus da época, como Henry Moore, Constantin Brancusi, Antoine Bourdelle — artista que havia estudado em Roma, de quem admirava a simplicidade e cujo atelier frequentava em Paris — e Aristide Maillol — cujo atelier também frequentou.
Com o tempo, Brecheret foi deixado a tensão trágica dos corpos de suas esculturas e as expressões românticas, ferozes mórbidas. A síntese formal — que era uma tendência contemporânea — aparece em sua nova fase, aproximando seus trabalhos do que era produzido em Montparnasse, assimilando os princípios de outras vanguardas. Um marco para essa mudança é sua viagem para Haute-Savoie, na fronteira suíça, onde passa três meses, meditando, cuidando de si e obcecando-se pelas formas simples e puras. Com o auge do cubismo na Escola de Paris, também agregou os volumes geométricos às suas obras, iniciando uma busca pessoal por grande simplicidade e novas formulações estéticas em seus trabalhos. A reformulação de sua arte se estende para referências dos tipos arcaicos das artes grega, egípcia, chinesa e khmer — componentes da Art Déco — e a relação de suas esculturas com a luz é potencializada — tendo as relações luminosas pensadas para modelar e criar contornos de luz e sombra nas obras, principalmente nas feitas em mármore e bronze.
Morando em Paris, mas participando de um modernismo pulsante no Brasil, o artista desenvolveu paralelamente as carreiras brasileira e européia, participando de diversas mostras de arte. Dentre as obras concebidas no período parisiense, estão trabalhados como Bailarina.
- 1923: Salon d'Automne, em Paris, premiado pela escultura Mise au tombeau (O sepultamento)[3]
- 1924: expõe a obra Porteuse au Parfum (Portadora de Perfumes) no Salon d'Automne.[3]
- 1925: expõe Danseuse (Dançarina) no Salon d'Automne e participa da mostra no Salon de la Société des Artistes Français, recebendo menção honrosa.[3]
- 1926: primeira exposição individual em São Paulo – novas mostras individuais aconteceram em 1930, 1934, 1935, 1948 e 1953.
- 1929: expôs no Salon des Indépendents.[3]

#### Sepultamento

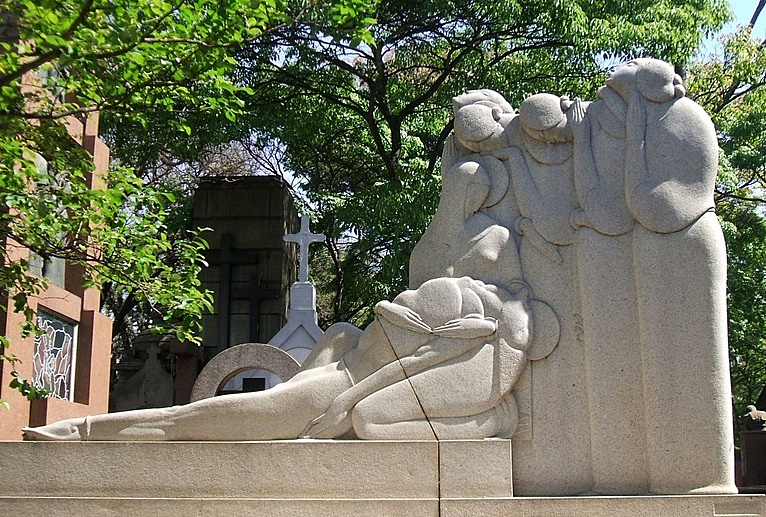
Sepultamento (1923), de Victor Brecheret

Esculpida na França, em 1923, a obra foi exposta e premiada no Salon d'Autonome em Paris. Posteriormente, a escultura de granito foi vendida à família Guedes Penteado e hoje está no Cemitério da Consolação ornando o túmulo de Olívia Guedes Penteado – admiradora declarada de Brecheret, mecenas de modernistas e cujo salão foi o primeiro a receber obras desses artistas.
Mise au tombeau (nome francês da obra) retrata pietà, cena clássica bíblica e muito retratada pela arte italiana. Na obra de Brecheret, porém, quatro mulheres choram com Virgem Maria, que tem Cristo desfalecido nos braços. As figuras são representadas com corpo torcido e com a síntese formal, que após a estadia na França, tornara-se típica do artista.
Para Mário de Andrade, a obra trazia a ideia fúnebre por sua elegância e simplicidade, contrapondo-se àquelas sentimentais, feitas em mármore, que eram comumente vistas no Cemitério da Consolação, que faziam o gosto da burguesia da época e as quais o modernismo se opunha.
Em sua estada na França recebeu artigos e manifestações de apoio de diversos artistas modernistas brasileiros, entre eles Mário de Andrade, que aconselhou Brecheret a pesquisar os indígenas brasileiros a fim de desenvolver uma escultura única, original e brasileira, uma arte nacionalista.
Brecheret viveu uma segunda fase parisiense. Houve o fim da bolsa do Pensionato Artístico e o escultor parecia ter se afirmado na Escola de Paris e amadurecido em relação à sua arte. Após a crise de 29, o trabalho de Victor viveu um momento de inquietações e buscas. Aproximou-se mais da arte abstrata, com referências a Constantin Brancusi e buscou um efeito maior de vitalidade e emoção nas obras, atentando-se a Henri Laurens e Jacques Lipchitz. Os volumes tornaram-se mais roliços, a simplificação beirava a abstração e as figuras femininas ficaram menos geometrizadas, ganhando sensualidade.

### A primeira fase brasileira
Na volta definitiva para o Brasil, Victor começou a se interessar por construir uma iconografia escultória brasileira, envolvendo as três raças. Seu interesse pela arte arcaica grega cresceu e, assim como Maillol — com quem ainda compartilhava ideias —, baseou-se nessa arte para fazer um modernismo clássico. Houve uma quebra da rigidez geométrica e o fim da segunda fase parisiense de sua arte. A naturalização das formas, a preponderância dos nus femininos — agora permeados por vitalidade e alegria de viver — e um novo relacionamento entre as obras e espaços maiores e urbanos são marcos dessa nova fase.

#### Depois do banho

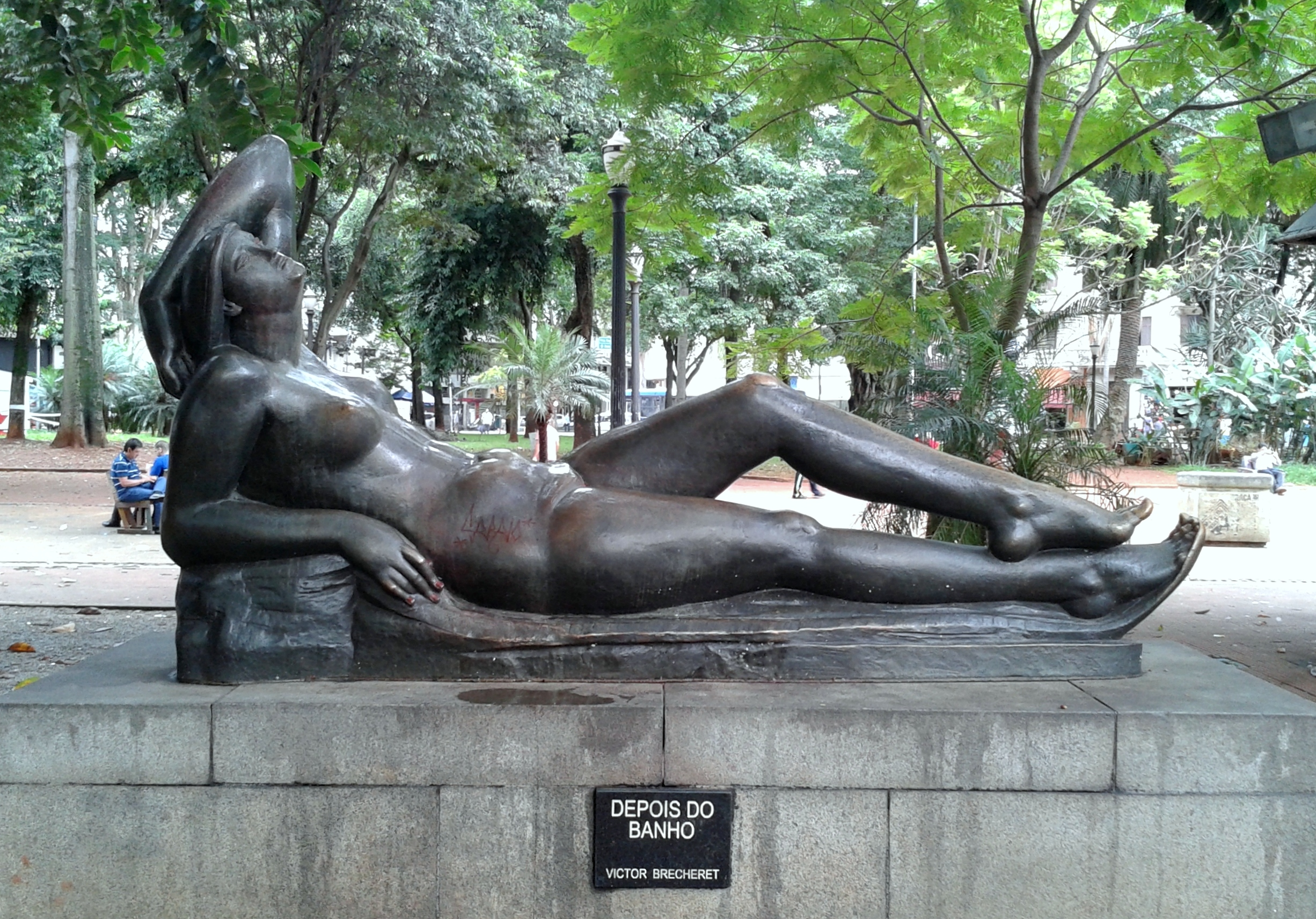
Depois do banho, de Victor Brecheret

Atualmente, a obra encontra-se no Largo do Arouche, em São Paulo. A figura feminina retratada é muito próxima do real, apesar da ainda presente simplificação formal de Brecheret, dentro de um sentido arcaico. A obra exemplifica a mudança nesta fase do artista, sem caráter abstratizante ou volumes arredondados e cilíndricos como nas obras feitas na França, ela traz calma e vigor.

### A arte indígena de Brecheret
Na metade da década de 40, iniciou-se a segunda fase brasileira de Brecheret, de intensa produção religiosa.Os personagens religiosos aproximavam-se de uma arte popular, marcados por uma coesão de elementos — em um núcleo do monumento — e maior agressividade de expressão, obtida pelas incisões na superfície da obra. Em sua pesquisa, aprofundou-se na arte folcórica e religiosa indígena. Ele começou a introduzir aspectos das culturas e artes indígenas brasileiras em suas obras. Não havia, porém a busca por uma obra etnográfica, mas sim por uma escultura brasileira por excelência. Suas principais referências ligavam-se aos povos que habitaram a Ilha de Marajó séculos antes. Os costumes, tradições e o primitivismo da arte marajoara, eram fundamento para as obras e apareciam, principalmente, no conteúdo formal das mesmas. O escultor ítalo-brasileiro se baseou no primitivismo desses povos, que deixaram vários objetos e obras, para criar um estilo novo, antropofágico e tipicamente nacional. Neste período, Brecheret trabalhou muito em terracota, pedra com incisões e bronze. Alguns exemplos de obras dessa fase do artista são Maternidade, Três Graças, Bartira, O Índio e a Suaçuapara — que em 1951 recebeu o primeiro Prêmio de Escultura Nacional da I Bienal de São Paulo.
Além dos temas indígenas, São Francisco também se tornou um tema muito frequente nas obras do artista — que se emocionava com o santo que exaltava a natureza e as criaturas. São realizadas, São Francisco com Bandolin — a primeira —, São Francisco e as Pombas, São Francisco com Boizinho, São Francisco com Jumento, entre outros, até a Cabeça de São Francisco, no ano de sua morte. Todos esses encontram-se hoje em coleções particulares, como grande parte das obras desse período, que em 2007 foram expostas no Caixa Cultural.